# The Straight Way
The Straight Way è un film muto del 1916 sceneggiato e diretto da Will S. Davis.

## Produzione
Il film fu prodotto dalla Fox Film Corporation.

## Distribuzione
Distribuito dalla Fox Film Corporation, il film uscì nelle sale cinematografiche USA il 18 settembre 1916.